# Mark Selby
Mark Selby (Leicester, 19 de junio de 1983) es un jugador de snooker inglés, cuatro veces campeón del mundo. Número uno en varias ocasiones, ha ganado veinticuatro títulos de ranking. Además de los cuatro títulos mundiales, ha ganado el Masters en tres ocasiones y el Campeonato del Reino Unido en otras tres, lo que hace un total de diez trofeos de la Triple Corona, por detrás tan solo de Ronnie O'Sullivan (23), Stephen Hendry (18) y Steve Davis (15).
Habiendo ganado el Campeonato Sub-15 de Inglaterra en 1998, se hizo profesional al año siguiente, con 16. Debutó en el Crucible Theatre en 2005 y llegó a la final del Campeonato Mundial de Snooker por primera vez en 2007, en la que perdió ante John Higgins. Su primer gran título llegó en el Masters de 2008 y su primer trofeo de ranking, en el Abierto de Gales de ese mismo año. Entre 2014 y 2017, se proclamó campeón del mundo en tres ocasiones en tan solo cuatro años. Ha sido número uno del ranking mundial en varias ocasiones; llegó por primera vez a ese puesto en septiembre de 2011 y luego lo mantuvo durante cuatro años sin interrupción entre febrero de 2015 y marzo de 2019. Lleva más de 750 centenas en competición profesional, incluidas cinco tacadas máximas.
También es jugador de billar americano. Fue campeón de la World Eightball Pool Federation en 2006 y subcampeón del Campeonato Mundial de Bola 8 Chino en 2015. Es el único jugador que ha conseguido proclamarse campeón del mundo tanto de snooker como de billar americano.

## Biografía
Nació en la ciudad inglesa de Leicester el 19 de junio de 1983, y empezó a jugar al billar americano a los 8 años; las primeras tacadas de snooker las hiló a los 9. Malcolm Thorne se fijó en su habilidad y le invitó a entrenar gratis por las tardes, tras las clases, en el club propiedad de su hermano, el jugador profesional Willie Thorne, natural de la misma ciudad. Abandonado por su madre cuando tenía 8 años, Selby perdió también a su padre cuando tenía 16, pues este falleció de cáncer, lo que le obligó a vivir con Alan Perkins, amigo de la familia y entrenador de snooker. Aunque contempló el suicidio tras el fallecimiento de su padre, Perkins lo convenció de que se dedicara al snooker, y para alentarle le dijo que su padre habría querido que siguiera jugando y diera lo mejor de sí mismo. Dos meses más tarde, accedió al circuito profesional, habiendo dejado el colegio sin estudios ni títulos. El apodo de «The Jester from Leicester» lo acuñó el presentador Richard Beare, que decía que Selby gustaba de echarse unas risas con él.

### 1998-2007
Ganador del Campeonato Sub-15 de Inglaterra en 1998, Selby se unió al circuito profesional un año después, en 1999, cuando tenía 16 años. A comienzos del año 2002, llegó a las semifinales del Abierto de China, a pesar de que  en una ocasión salió del hotel a las dos de la madrugada en vez de a las dos de la tarde por la descompensación horaria. En abril de 2003, a los 19 años, llegó por primera vez a la final de un torneo de ranking, la del Abierto de Escocia; si bien cayó derrotado ante David Gray, se ganó un puesto entre los treinta y dos mejores jugadores del mundo. Llegó hasta la última ronda clasificatoria del Campeonato Mundial de Snooker en las ediciones de 2002, 2003 y 2004, pero no logró clasificarse para disputar la fase final en el Crucible Theatre en ninguna de aquellas ocasiones.
Desde finales de 2005, tuvo a su lado a Mukesh Parmar, exjugador profesional y natural de Leicester como él, que le brindó consejos como entrenador. Logró clasificarse para la fase final del Campeonato Mundial de Snooker de 2005, aunque cayó derrotado en la primera ronda ante John Higgins (5-10). En la primera ronda de la siguiente edición, volvió a medirse con Higgins, que esta vez llegaba como campeón del Grand Prix y del Masters de 2006, y esta vez se impuso (10-4), aunque en la siguiente ronda vio cómo Mark Williams lo eliminaba.
Alcanzó la final del Campeonato Mundial de Snooker de 2007, pero se vio superado (13-18) por Higgins. En el camino hacia la final, se deshizo de Stephen Lee en la primera ronda, en la que ganó ocho mesas consecutivas para reponerse de un 0-5 y acabar ganando por ocho a cinco. En la segunda ronda derrotó a Peter Ebdon, campeón de 2002, con un marcador de 13-8, con cinco centenas, tres de ellas consecutivas. Se clasificó así para los cuartos de final, en los que se midió con Ali Carter; tras ir 11-8 por delante y 11-12 por detrás, acabó por sellar una victoria por 13-12, en un partido que se prolongó más de nueve horas. En semifinales, se enfrentó a Shaun Murphy, y le superó (17-16), aunque fue perdiendo 14-16; se llevó la mesa decisiva con una tacada de 64 puntos. En la final, Higgins iba 12-4 por delante al cabo de la segunda sesión, pero Selby le ganó las seis mesas de la tercera sesión, que acabó sin haberse disputado todas las previstas por su excesiva duración; llegó, por tanto, a la última sesión con un marcador de 10-12 por detrás e incluso se acercó después a una sola mesa de diferencia (13-14), pero Higgins se proclamó campeón.
En el discurso que pronunció tras su victoria, el escocés alabó a Selby y aseguró que era el jugador «más perfeccionado del circuito». Los buenos resultados que Selby obtuvo a lo largo de la temporada 2006-07 le merecieron colarse entre los dieciséis mejores del mundo pr primera vez de cara a la siguiente, a la que llegó en el undécimo puesto. Además, gracias a sus victorias ante Lee, Ebdon, Carter y Murphy en el Campeonato del Mundo, recibió el primer galardón 888.com Silver Chip, con el que la Snooker Writer's Association quería reconocer la mejor actuación.
En la siguiente temporada, llegó hasta las semifinales del Masters de Shanghái de 2007, pero perdió contra Dominic Dale, que luego se proclamaría campeón. También desplegó un buen nivel de juego en el Campeonato del Reino Unido, donde Ronnie O'Sullivan le esperaba en semifinales; aunque le fue ganando 7-5, perdió tres mesas seguidas (7-8) y, si bien igualó el partido a ocho, O'Sullivan cerró la final con una tacada máxima en la mesa decisiva y se llevó el trofeo.

### 2008-2011

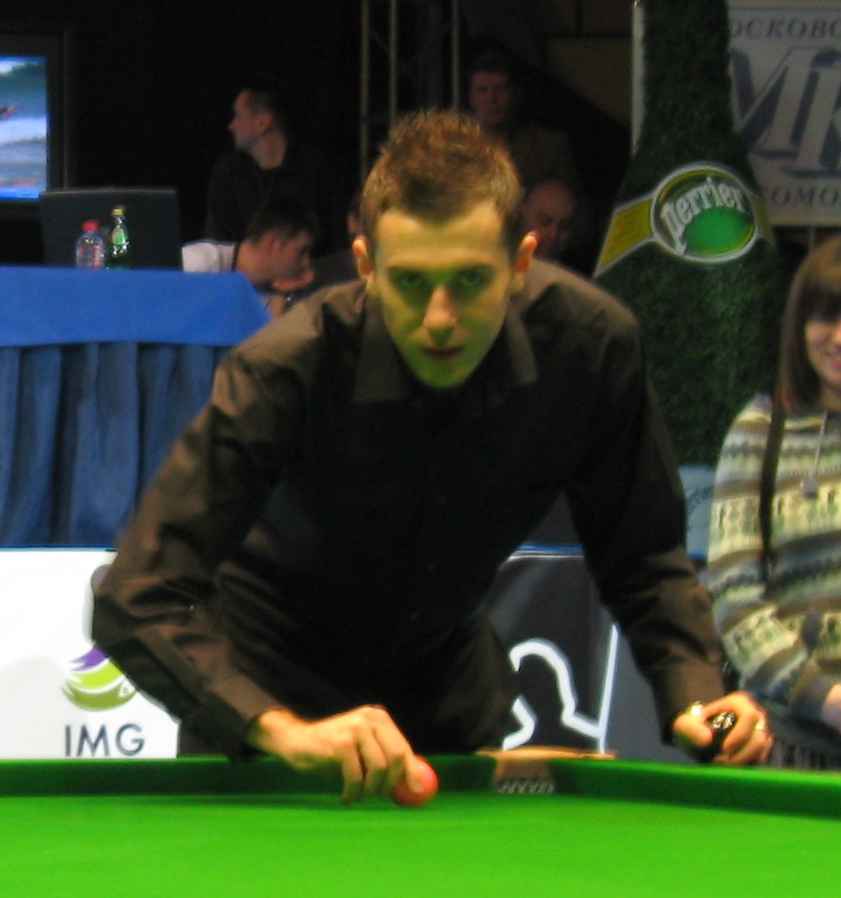
Selby, en 2008

El 20 de enero de 2008, Selby levantó su primer gran trofeo, pues ganó el Masters en el Wembley Arena de Londres. Eliminó a Stephen Hendry, Stephen Maguire y Ken Doherty en el trayecto hacia la final, a todos con un marcador de 6-5. En la final, que le enfrentó a Stephen Lee, se fue al descanso con una ventaja de cinco a tres; tras el parón, se llevó cinco mesas consecutivas —ocho seguidas en total, desde el 2-3— y se llevó la victoria por diez a tres. En ese partido, amasó cuatro centenas; en la última mesa, efectuó una limpieza total de 141 puntos, con la que igualó la tacada más alta del torneo.
El primer título de ranking llegó el 17 de febrero de 2008, con el Abierto de Gales; en la final, muy disputada, se recompuso de un 5-8 para ganarle a Ronnie O'Sullivan (9-8). Fue, asimismo, semifinalita del Abierto de China de 2008 y subcampeón de la primera Championship League. No pudo, sin embargo, repetir el éxito que había tenido en el Crucible en la temporada anterior; aunque llegó al Campeonato Mundial de Snooker de 2008 como uno de los favoritos de las casas de apuestas para alzarse campeón, Mark King lo eliminó (10-8) a las primeras de cambio.
En la siguiente temporada, cayó derrotado en las semifinales del Masters de Shanghái de 2008 ante Ricky Walden, que luego se proclamaría campeón. A comienzos del año 2009, avanzó hasta la final del Masters, pero perdió contra O'Sullivan (8-10) a pesar de que llegó a ir siete a cinco por delante. En los cuartos de final del Abierto de Gales, un miembro del público, supuestamente George Barmby, antiguo entrenador suyo, le entregó un sobre; Selby, que perdió (3-5) contra Anthony Hamilton, comentó tras el enfrentamiento que no podía dejar de pensar en el contenido del sobre. En esa misma temporada, más adelante, arribó una vez más a la final de la Championship League, y también jugó los cuartos de final del Campeonato Mundial de Snooker, donde Higgins, que luego se coronaría campeón del mundo por tercera vez, tan solo le sacó una mesa de ventaja (12-13).
Remontó un 4-8 desfavorable contra Jamie Cope en la primera ronda del Campeonato del Reino Unido de 2009 para seguir adelante (9-8), pero perdió contra O'Sullivan una vez más (3-9) en los cuartos de final. El 17 de enero de 2010, habiendo llegado a la tercera final en tres años, levantó su segundo trofeo de Masters; se enfrentó, como en la edición anterior, a O'Sullivan, pero esta vez, y aunque fue perdiendo 6-9 en un partido al mejor de diecinueve mesas, ganó las cuatro siguientes y ganó el torneo con un diez a nueve. Estuvo cerca de llegar a la final del Campeonato Mundial de Snooker por segunda vez en su carrera en la edición de 2010: en las semifinales, contra Graeme Dott, llegó a ir 10-11 y 13-14, pero el escocés cerró el partido con un 17-14.
En de julio de 2010, Selby se proclamó del Campeonato Mundial de Snooker de Seis Rojas celebrado en Bangkok, gracias a un triunfo en la final (8-6) frente a Ricky Walden. En el Abierto de China de 2011, se deshizo de Tian Pengfei, Robert Milkins, Ali Carter y Ding Junhui, pero en la final se vio superado (8-10) por Judd Trump. En el Campeonato Mundial de Snooker de 2011, consiguió el récord de centenas en un partido del mundial, con seis en su duelo de segunda ronda contra Hendry. Era, asimismo, el número más alto para un partido disputado al mejor de veinticinco mesas, y supuso que Selby había tejido ya cincuenta y cuatro centenas en una temporada, el número más alto por un único jugador en una sola temporada.

### Temporada 2011-12
La temporada 2011-12 comenzó con victoria en el Clásico de Wuxi, de invitación, en cuya final Selby derrotó a Ali Carter (9-7). Su segundo título de ranking llegó en el Masters de Shanghái, con un 10-9 ante Mark Williams en la final; a ese resultado llegó después de remontar un 7-9 desfavorable. Con esta victoria, le arrebató al propio Williams el primer puesto en el ranking mundial, que alcanzó por primera vez en su carrera.

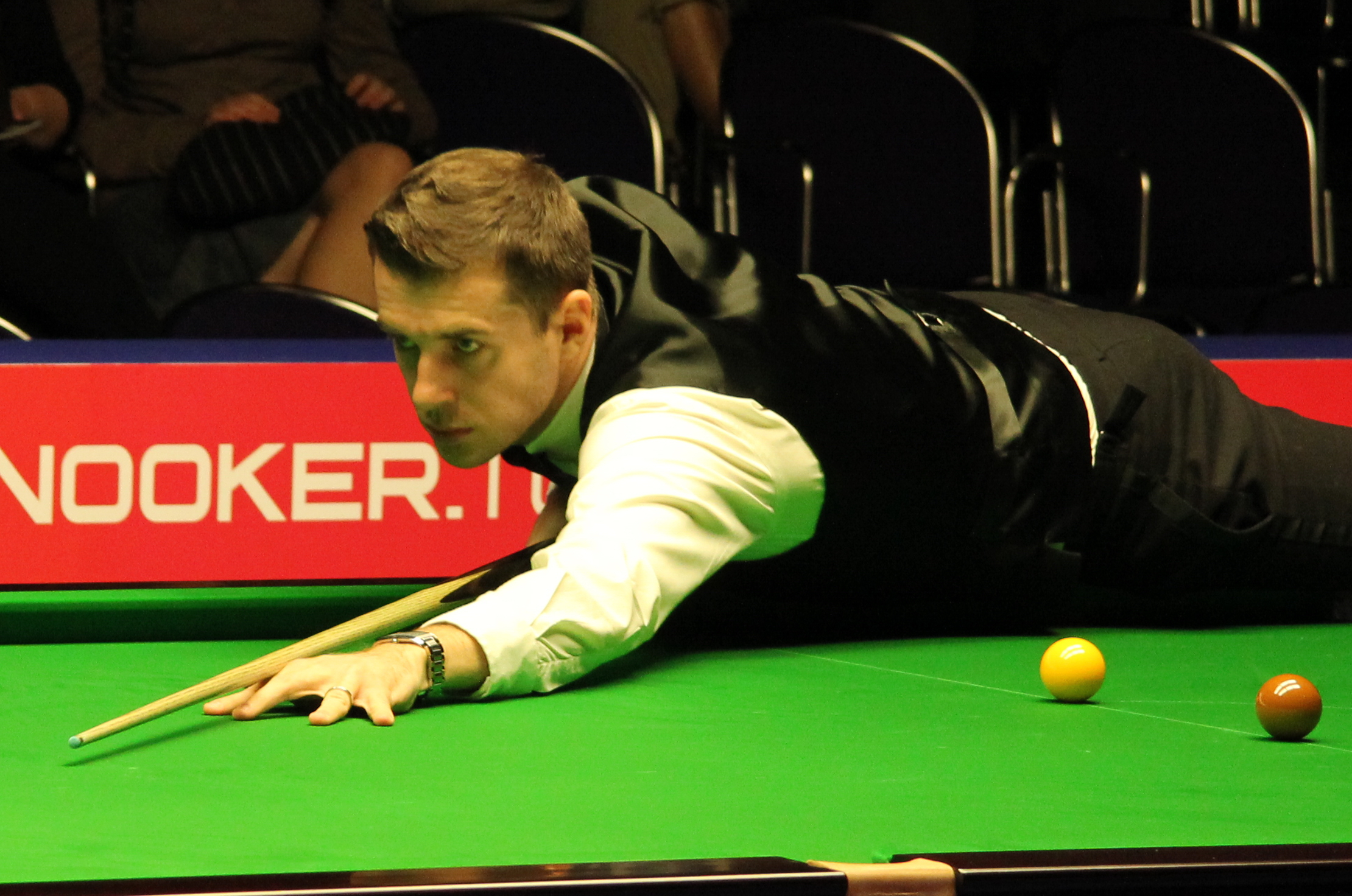
Selby, en el Paul Hunter Classic de 2011

También fue campeón del Paul Hunter Classic de 2011, este de ranking pero menor: habiéndose desecho de O'Sullivan en semifinales (4-3), logró dejar a Mark Davis sin estrenar el marcador en la final (4-0). La victoria, además, le permitió acabar quinto en la clasificación del Players Tour Championship y ganarse el derecho a acceder a los octavos de final de la Players Tour Championship Grand Final de 2012. Aunque ganó ante Ding Junhui por cuatro mesas a una, luego cayó derrotado (0-4) ante Stephen Lee en los cuartos de final.
Se metió en los cuartos de final del Masters de 2012, celebrado en enero, pero perdió (2-6) ante Shaun Murphy. Al mes siguiente, volvió a verse superado por Murphy, esta vez en los cuartos de final del Masters de Alemania (3-5). Después de llegar hasta la final del Abierto de Gales, en la que no pudo con Ding (6-9), volvió a medirse con Murphy, por tercera vez en apenas seis semanas; esta vez, en los cuartos de final del Abierto Mundial, lo barrió con un cinco a cero. Pese a ello, en las semifinales, que le emparejaron con Mark Allen, cayó eliminado (5-6) después de haber gozado de una ventaja de cinco a dos.
Una lesión de cuello lo obligó a retirarse de la segunda ronda del Abierto de China. En parte, era una medida de precaución para cerciorarse de que estaría listo para participar en el Campeonato Mundial de Snooker. Aun así, Barry Hawkins lo eliminó con un tres a diez en primera ronda. Comentó tras el partido que apenas había podido dedicar nueve horas a entrenar y que había algunos tiros para los que todavía no estaba preparado. A pesar de la derrota, acabó la temporada encaramado al primer puesto del ranking.

### Temporada 2012-13

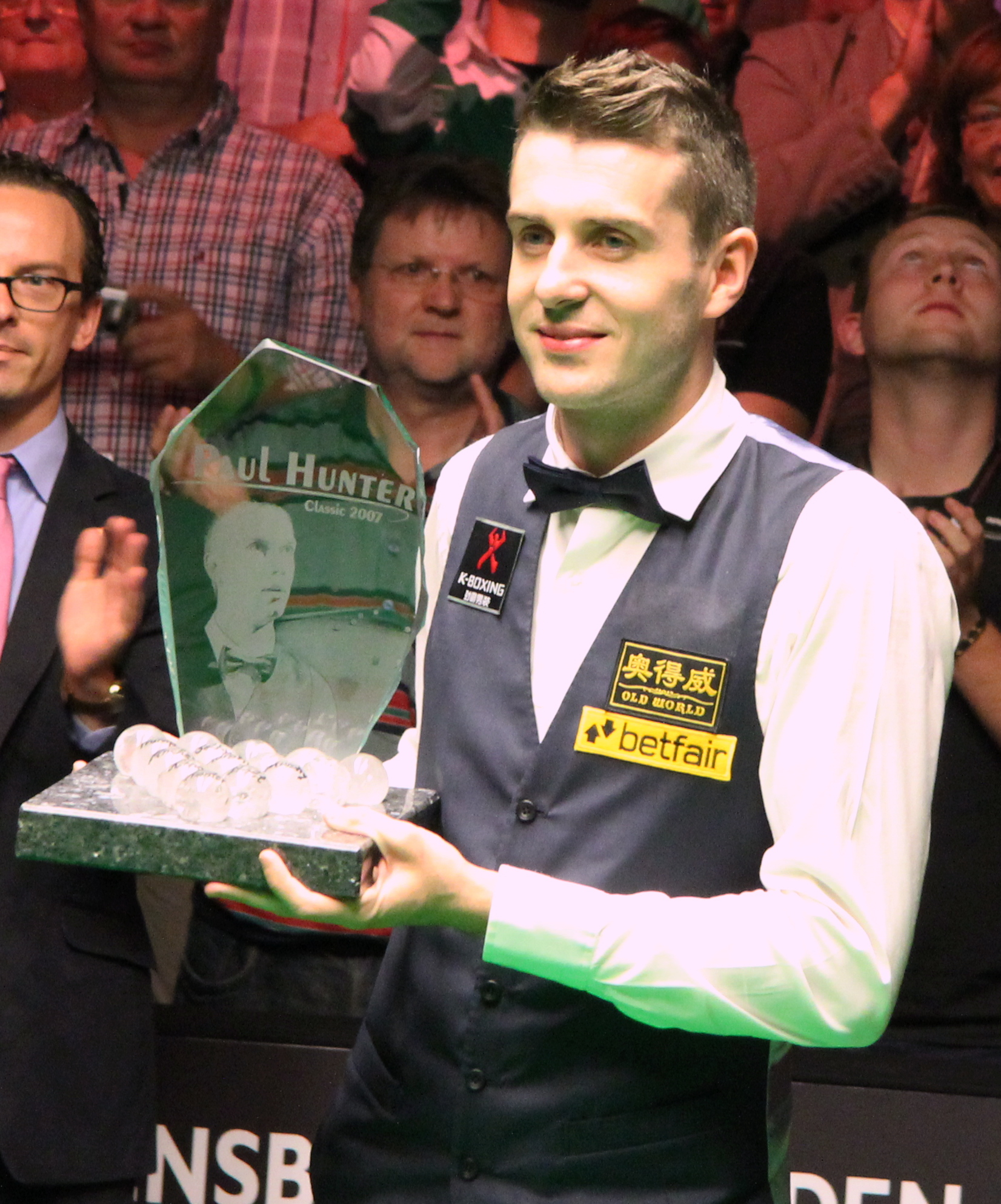
Selby, con el trofeo del Paul Hunter Classic de 2012

De cara al comienzo de la temporada, anunció que llegaba al 90 % de forma, pues aún continuaba con la recuperación de la hernia discal. El primer torneo en el que jugó fue el Clásico de Wuxi; en los dieciseisavos de final, se vio las caras con Barry Hawkins, que lo había eliminado en el Campeonato Mundial de Snooker de unos meses antes, y esta vez le ganó (5-2). Se impuso luego a Jamie Cope (5-0) para asegurarse un enfrentamiento de cuartos de final frente a Stuart Bingham, pero este le apeó del torneo en la mesa decisiva (4-5). Encadenó siete victorias consecutivas camino de los cuartos de final del Campeonato Mundial de Snooker de Seis Rojas, donde le esperaba Judd Trump, que lo echó del torneo con un cinco a siete. Jamie Burnett lo sorprendió en el Australian Goldfields Open, pues lo eliminó en primera ronda (3-5).
El 2 de noviembre de 2012, Trump, que llegó a la final del primer Campeonato Internacional, le arrebató el número uno del mundo. Apenas cinco semanas después, sin embargo, lo recuperó con el triunfo en el Campeonato del Reino Unido, el trofeo más importante de su carrera hasta la fecha. Para llegar a las semifinales, se quitó de en medio a Michael White (6-3), Ryan Day (6-4 después de ir 0-3) y Neil Robertson (6-4 tras ir 0-4). El puesto en la final se lo ganó con un triunfo por nueve a cuatro ante Mark Davis, y en el partido decisivo fue superior a Shaun Murphy (10-6).
También tomó parte en el Players Tour Championship, con los siguientes resultados: revalidó el título del Paul Hunter Classic con un 4-1 ante Joe Swail en la final; perdió en el último partido del Abierto de Amberes frente a Mark Allen (1-4), y se impuso en el Abierto de Múnich con una última victoria contra Graeme Dott (3-4). Llegó a la Players Tour Championship Grand Final como primer clasificado, pero se vio apeado por Jack Lisowski (3-4) a las primeras de cambio.

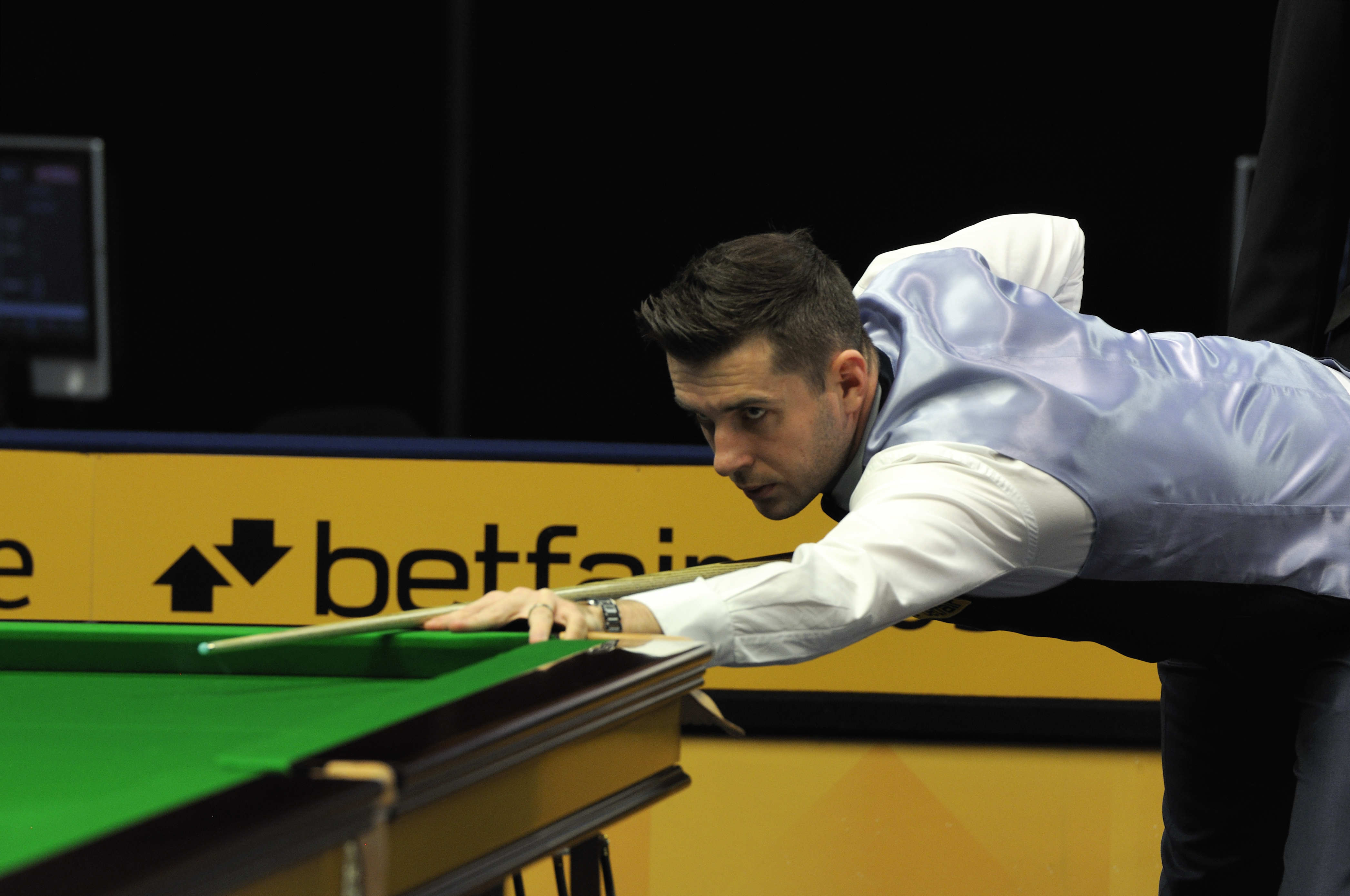
Selby, en el Masters de Alemania de 2013

Ganó después su tercer título de Masters: 6-5 después de ir perdiendo 1-5 ante Bingham en primera ronda, 6-1 contra Mark Williams en los cuartos de final y 6-5 después de un 1-4 contra Dott en las semifinales para granjearse la posibilidad de luchar por el título en el último partido, en el que se impuso a Neil Robertson (10-6), que era el vigente campeón. También arribó a los cuartos de final del Masters de Alemania, pero Hawkins le endosó un 5-1. Apenas dos semanas después, la derrota contra Joe Perry en los dieciseisavos de final del Abierto de Gales (0-4) le hizo perder el número uno, nuevamente en favor de Trump. Aunque se plantó en los cuartos de final del Abierto Mundial, no pudo con Robertson (3-5).
En el Abierto de China, ganó primero contra Mark King (1-5); en ese partido, falló la última bola negra cuando iba camino de hilar una tacada máxima, algo que hasta la fecha solo habían hecho otros tres jugadores en la historia y tan solo uno, Ken Doherty, en un partido televisado como lo era este. Pese a ello, llegó hasta la final gracias a sus victorias ante Ricky Walden (5-2), Williams (5-1) y Murphy (6-2), pero perdió (6-10) contra Robertson. Recuperó, aun así, el número uno. La temporada concluyó con el Campeonato Mundial de Snooker, en el que, si bien apeó a Matthew Selt en primera ronda (10-4), se vio luego superado por Hawkins en la segunda (10-13).

### Temporada 2013-14
En la primera cita de ranking de la temporada 2013-14, Andrew Pagett lo derrotó por tres a cinco en las rondas clasificatorias del Clásico de Wuxi, celebrado en China. Era la primera vez que se usaba un nuevo formato según el cual los jugadores que estaban entre los dieciséis mejores del mundo tenían que cometir en las rondas clasificatorias en la mayor parte de los torneos para granjearse la posibilidad de disputar luego la fase final. En los trofeos de ranking menor, fue subcampeón del Abierto de Yixing (1-4 ante Joe Perry), y del Abierto de Róterdam (3-4 frente a Mark Williams). Se hiz con el Abierto de Amberes en noviembre, cuando derrotó a Ronnie O'Sullivan (4-3) en la final.
Habiendo levantado el trofeo del Campeonato del Reino Unido y del Masters en la temporada anterior, se clasfició para participar en la primera edición del Campeón de Campeones, pero vio cómo Stuart Bingham lo apeaba en semifinales con un cuatro a seis en el marcador. En su defensa del Campeonato del Reino Unido en diciembre, amasó la centésima tacada máxima de la historia del snooker profesional, en la séptima mesa de su semifinal frente a Ricky Walden. El logro le mereció recibir 55 000 libras esterlinas, además de las cuatro mil que se concedían a la tacada más alta del torneo. Al día siguiente, sin embargo, perdió (7-10) en la final ante Neil Robertson, número uno del mundo, a pesar de que llegó a ir ganando 5-1 y 6-3; tenía, además, la posibilidad de haber recuperado el escalafón más elevado del ranking mundial.

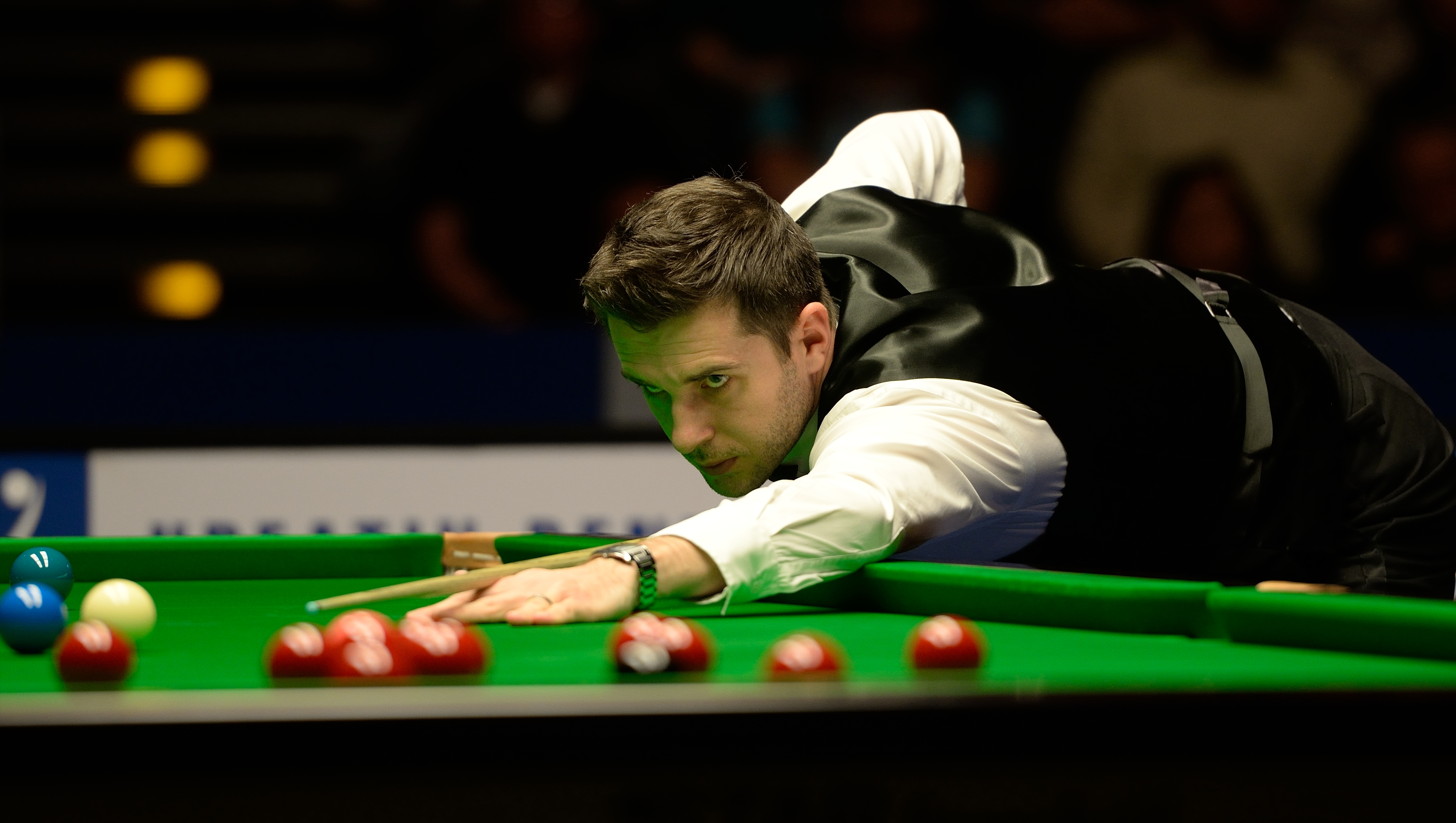
Selby, en el Masters de Alemania de 2014

Dio inicio a la defensa de su título en el Masters con victorias de primera ronda y cuartos de final ante Mark Davis y John Higgins, respectivamente, ambas por un resultado de 6-5; significaba esto, además, que había ganado las once mesas decisivas que había disputado en este torneo. Luego se deshizo de Shaun Murphy (6-1) en las semifinales para fijar en el calendario una final contra O'Sullivan. Después de haberse puesto 1-7 por detrás en la primera sesión, terminó perdiendo la final por cuatro a diez; como subcampeón, recibió 90 000 libras esterlinas de premio. En el Masters de Alemania, celebrado apenas dos semanas después, cayó en segunda ronda contra Kurt Maflin (5-3). Le ganó a Alan McManus (5-1) en los cuartos de final del Abierto Mundial y a Marco Fu en semifinales (6-4), pero se vio superado por Murphy en la final (6-10).
En el Campeonato Mundial de Snooker, llegó a semifinales por primera vezd desde 2010 gracias a los triunfos ante Michael White (10-9), Ali Carter (13-9) y McManus (13-5). Se enfrentó a Robertson en la semifinal, en lo que era una reedición de la final del Campeonato del Reino Unido, jugada apenas cinco meses antes. Esta vez fue Selby quien se llevó la victoria (17-15), lo que le mereció estar en su segunda final de este torneo siete años más tarde. SU rival fue Ronnie O'Sullivan, vigente campeón, que había conseguido retener el título durante dos años consecutivos y había ganado las cinco finales que había disputado hasta ahora. Selby mostró signos de fatiga en el primer día de juego tras el esfuerzo que había tenido que desplegar para derrotar a Selby el día anterior. O'Sullivan fue 3-0, 8-3 y 10-5 por delante, pero Selby respondió luego con seis mesas consecutivas para ponerse por delante por primera vez, y selló luego una victoria por dieciocho a catorce para coronarse campeón del mundo por primera vez. Le dedicó el triunfo a su difunto padre, que había fallecido cuando Selby tenía 16 años. Era, con esta victoria, el noveno jugador que ganaba la Triple Corona, esto es, el Campeonato Mundial, el Campeonato del Reino Unido y el Masters; además, volvió a ocupar la primera plaza del ranking mundial.

### Temporada 2014-15

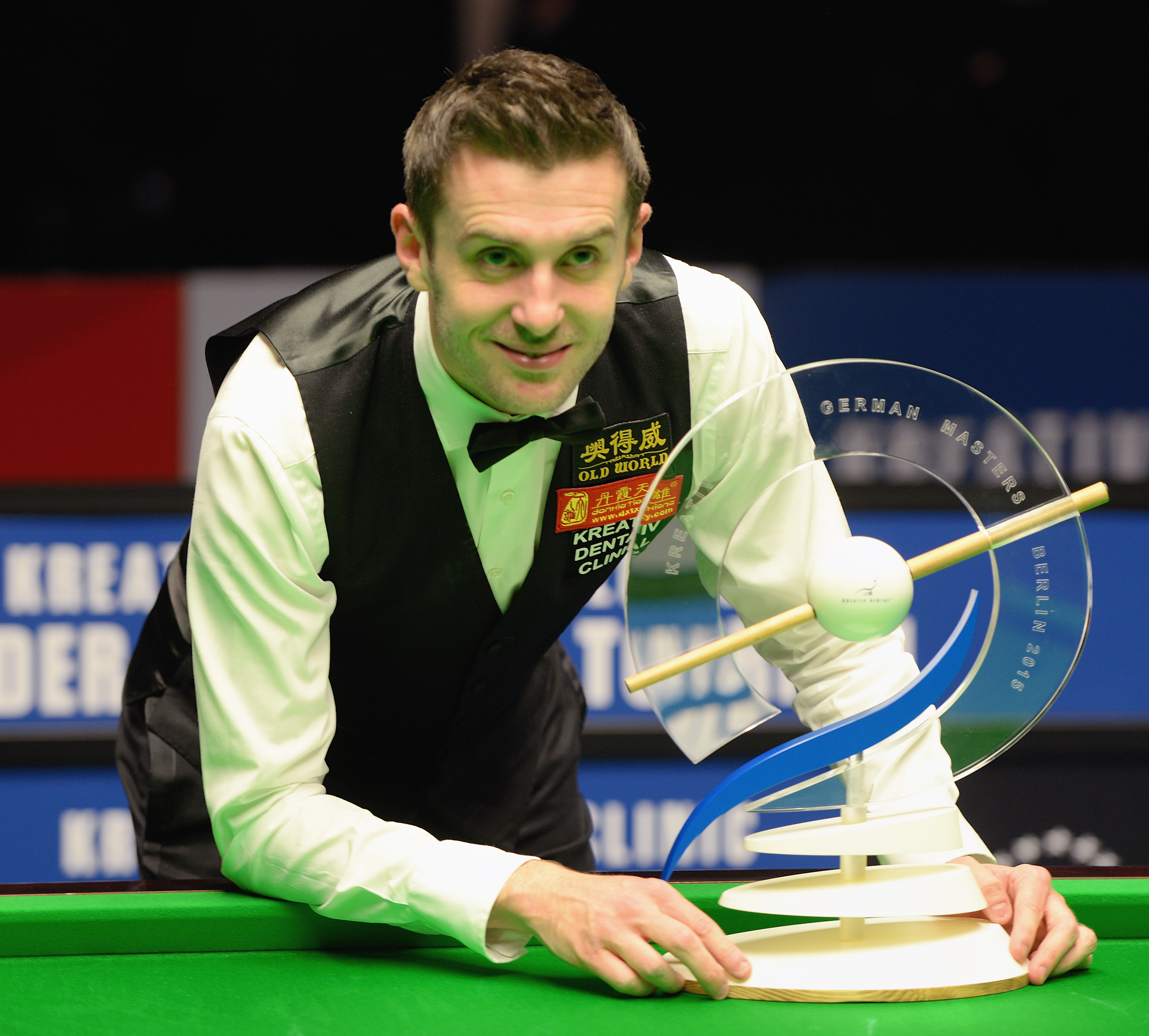
Selby, con el trofeo del Masters de Alemania de 2015

En la primera cita de ranking de la temporada 2014-15, el Clásico de Wuxi, cayó en los dieciseisavos de final ante Liang Wenbo (3-5). Ganó el Abierto de Riga en agosto, con un triunfo en la final ante Mark Allen (4-3), pero este le superó al siguiente mes en la mesa decisiva de las semifinales del Masters de Shanghái, este ya de ranking. Contra todos los pronósticos, cayó en los sesentaicuatroavos de final del Campeonato Internacional, en los que vio cómo Oliver Lines, de 19 años, se recomponía de un 0-4 para endosarle seis mesas consecutivas y un 6-4. Aunque alcanzó las semifinales del Campeón de Campeones, no pudo con Judd Trump, que lo apeó con un 1-6. Tampoco rindió en el Campeonato del Reino Unido, pues perdió contra David Morris (4-6) en treintaidosavos.
En el encuentro de primera ronda del Masters ante Shaun Murphy, vio cómo su rival le abría una brecha de cuatro mesas (1-5); aunque se recuperó con cuatro seguidas y forzó la decisiva (5-5), acabó por perder el partido. Era la primera vez que perdía una mesa decisiva en este torneo, pues en las once ocasiones en las que había llegado hasta ese punto había prevalecido con el 6-5. Al mes siguiente, ganó su quinto título de ranking, el Masters de Alemania. Derrotó a Trump (5-4) en cuartos, a pesar de que este se anotó en segundo 147 de su carrera en la quinta mesa del partido; era la quinta ocasión en que Selby veía a un rival hilar una tacada máxima —incluidas las dos de Trump—, un récord histórico. En la final, se recuperó de un 2-5 ante Murphy para ganar 9-7 y llevarse el trofeo.
En el Abierto de China de abril, se ganó el segundo trofeo de ranking de la temporada; no se encontró con ninguno de los otros quince mejores jugadores del mundo en todo el abierto, que selló con una victoria en la final por diez a dos ante Gary Wilson, número 56. A esta victoria siguió el intento de defender el título del Campeonato Mundial de Snooker He then began his title defence at the World Championship, algo que nadie que lo hubiera ganado por primera vez en la temporada anterior había conseguido a lo largo de los años; además, ningún campeón del Abierto de China se había proclamado campeón del mundo en la misma temporada. En primera ronda, y tras ir ganándole 8-4 a Kurt Maflin, vio cómo este se le ponía por delante, aunque luego se llevó la decimoctava mesa para forzar la decisiva, que también amarró. Perdió, no obstante, ante Anthony McGill en segunda ronda (9-13). A pesar de esta derrota, cerró la temporada manteniendo el número uno por cuarto año consecutivo.

### Temporada 2015-16
En el Campeonato Internacional de 2015, llegó a las semifinales, en las que perdió (4-9) contra John Higgins. No cedió ni una sola mesa en su camino hasta la tercera ronda del Campeonato del Reino Unido, en la que, sin embargo, sufrió para derrotar a Jamie Jones por seis a cinco; tras el partido, de hecho, admitió que su rival se había merecido el triunfo. Luego eliminó con sendos 6-1 tanto a Dechawat Poomjaeng como a Matthew Selt, pero Neil Robertson lo barrió (6-0) en semifinales. A comienzos de 2016, perdió en los cuartos de final tanto del Masters como del Abierto de Gales frente a Ronnie O'Sullivan, pero luego levantó el trofeo del Abierto de Gydnia con una victoria por cuatro a uno frente a Martin Gould.
En marzo, alegó motivos personales para no participar ni en la Players Tour Championship Final ni en el Abierto de China A su regreso al circuito, en abril y en el Campeonato Mundial de Snooker, se deshizo de Robert Milkins (10-6), Sam Baird (13-11) y Kyren Wilson (13-8) para asegurarse un enfrentamiento de semifinales ante Marco Fu. Con una mesa que se prolongó durante setenta y seis minutos, la más larga de la historia del Crucible, empató a doce; más tarde, gracias a un snooker que logró cuando tocaba jugar la última bola marrón, se llevó la victoria con un marcador de 17-15. En la final, abrió una brecha de seis mesas ante Ding Junhui (6-0), y terminaría por asegurarse el segundo título mundial de su carrera con un 18-14. Era el quinto año consecutivo que acababa al frente del ranking mundial.

### Temporada 2016-17

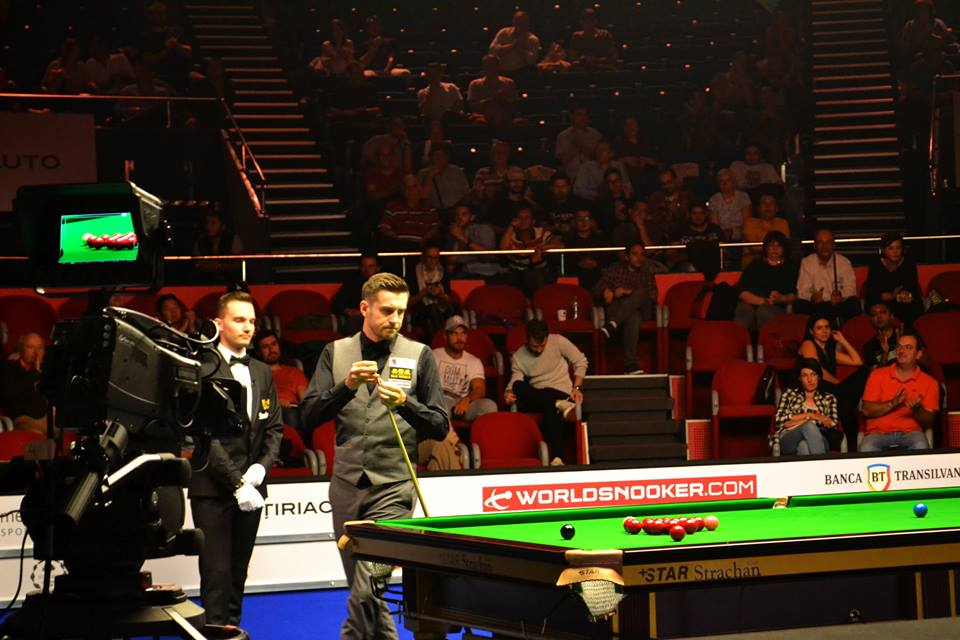
Selby, en el Masters de Europa de 2016, celebrado en la ciudad rumana de Bucarest

Inauguró el palmarés de la temporada con un triunfo en el Paul Hunter Classic, en cuya final derrotó a Tom Ford (4-2). En las semifinales del Masters de Shanghái de septiembre, se midió con Bingham, esto es, primero del ranking mundial contra segundo; aunque fue 3-5 por detrás, acabó ganando 6-5. En la final, consiguió abrir una brecha de dos mesas (3-1) ante Ding Junhui, pero este remontó y le ganó (6-10). Al mes siguiente, cayó por dos a seis ante Judd Trump en la semifinal del Masters de Europa. Luego ganó 9-3 en otro duelo de semifinales ante Bingham, esta vez en el Campeonato Internacional que acogió la ciudad china de Daqing, y luego se impuso a Ding (10-1) en la final para sellar el triunfo; se llevó siete mesas consecutivas en un partido que dominó, que fue la final de ranking más escorada hacia uno de los jugadores desde que Mark Allen le derrotara a Stephen Lee por el mismo marcador en el Abierto Mundial de 2012. Logró siete medias centenas, mientras que la tacada más alta de Ding a lo largo de todo el partido fue de 47 puntos.
En el Campeonato del Reino Unido, derrotó a John Higgins por seis a cinco en unos cuartos de final que duraron cinco horas; el triunfo lo amarró con los colores de la última mesa. Tras deshacerse de Shaun Murphy (6-2) en semifinales, amasó una ventaja de 7-2 ante Ronnie O'Sullivan en la final, aunque luego vio cómo esta se achicaba hasta el 7-4; luego intercambiaron dos tacadas de 130 puntos o más cada uno hasta llegar al 9-7 favorable a Selby, que cerró el partido con una de 107. Era su segundo trofeo del Campeonato del Reino Unido, y completó así su segunda Triple Corona. Siguió luego una racha de sequía, pues no progresó más allá de los cuartos de final en ninguno de los siete siguientes torneos. En el Abierto de China de abril, se aseguró las tres últimas mesas de la final ante Mark Williams y levantó su cuarta copa de ranking de la temporada.
En los cuartos de final del Campeonato Mundial de Snooker, derrotó a Marco Fu (13-3) con una sesión de sobra.
 En semifinales se midió con Ding: aunque abrió una ventaja de 16-13 ante él, vio luego cómo se le acercaba a solo una mesa de diferencia (16-15); aun así, se llevó la trigésima segunda mesa para ganarse el derecho a figurar en la tercera final de este torneo en apenas cuatro años. En una reedición de la final de 2007 ante John Higgins, que Selby había perdido trece a dieciocho, no pudo evitar que su rival se pusiera 4-10 por delante; sin embargo, amarró doce de las siguientes catorce mesas y con un 18-15 ganó su tercer título mundial; hasta entonces, solo tres jugadores —Steve Davis, Stephen Hendry y Ronnie O'Sullivan— habían logrado revalidar este trofeo. Era su quinta copa de ranking de la temporada, algo que solo habían conseguido Hendry y Ding. Ganó 932 000 libras esterlinas en premios en la temporada 2016-17, unos guarismos de récord.

### Temporada 2017-18
En la temporada 2017-18, cayó en la primera ronda del Masters de Hong Kong, por una derrota por tres a cinco ante Neil Robertson, que luego se proclamaría campeón del torneo. En su primera participación de la temporada en una cita de ranking, el Campeonato de China, se vio apeado en segunda ronda por Zhou Yuelong (4-5). Tampoco logró llegar más allá de la cuarta ronda del Paul Hunter Classic, en el que defendía título, y perdió 1-4 ante Michael White, que luego ganaría el trofeo. A la salida en primera ronda del Abierto Mundial (2-5 contra Lee Walker) le siguieron sendas derrotas en cuartos de final del Masters de Europa (2-4 ante Stuart Bingham) y en la tercera ronda del Abierto de Inglaterra (1-4 ante Xiao Guodong).
Sí logró defender el título del Campeonato Internacional en noviembre, en lo que su primer título de ranking de la temporada. En la final, resistió los intentos de remontada de Mark Allen, al que fue ganando por 8-3 y 9-7, y acabó ganando por diez mesas a siete. Como vigente campeón del mundo, se clasificó automáticamente para el Campeón de Campeones de 2017, pero no pudo en cuartos de final con Luca Brecel (4-6). En su defensa del Campeonato del Reino Unido, se vio superado por Scott Donaldson (3-6) en los treintaidosavos de final.
En la primera ronda del Masters, celebrado en enero, se midió con Mark Williams en lo que era una reedición de la anterior edición, en la que le había ganado por seis a cinco. Sin embargo, en esta ocasión el resultado fue simétrico: el galés se llevó el partido al prevalecer en la mesa decisiva. Retuvo el título de campeón del Abierto de China con un triunfo en la final ante Barry Hawkins (11-3); era su tercero en cuatro años. En ese mismo mes, acabó, empero, su reinado como campeón del mundo, pues cayó en primera ronda de la edición de 2018 ante Joe Perry: salió de la primera sesión con una desventaja de 2-7 y no pudo darle la vuelta al marcador, que acabó con un cuatro a diez. Perry era así el primer jugador que le derrotaba en el Crucible desde que Anthony McGill lo hiciera en la segunda ronda de 2015. Pese a todo ello, acabó la temporada encaramado al primer puesto del ranking mundial.

### Temporada 2018-19
En el Abierto Mundial de agosto, perdió en octavos de final por cuatro a cinco ante Noppon Saengkham, número 53 del mundo, en la mesa decisiva y por apenas tres puntos. Ganó su decimoquinto título de ranking en el Campeonato de China de septiembre, gracias a un triunfo por diez a nueve ante John Higgins. Llegó también a las semifinales del Abierto de Irlanda del Norte en noviembre, pero perdió contra Ronnie O'Sullivan en la última bola negra (5-6). Tampoco tuvo buenos resultados en otros torneos, incluida una derrota (3-6) contra el amateur James Cahill en la primera ronda del Campeonato del Reino Unido. En el Masters de 2019, se vio superado (2-6) por Judd Trump en cuartos de final, a pesar de que hiló una centena de 110 puntos en la séptima mesa.
O'Sullivan le arrebató el 24 de marzo de 2019 la primera plaza del ranking mundial, que había retenido desde febrero de 2015. O'Sullivan había ganado su trigésimo sexto título de ranking en el Tour Championship, mientras que Selby había desaprovechado una ventaja de cuatro mesas en la primera ronda de aquel mismo torneo ante Neil Robertson. Tuvo ocasión de recuperar el puesto en el Abierto de China, celebrado apenas dos semanas después, pero no pudo con Craig Steadman (3-6) en la ronda clasificatoria. En el Campeonato Mundial de Snooker, se deshizo de Zhao Xintong en primera ronda (10-7), pero Gary Wilson lo apeó en la segunda (10-13). Estos pobres resultados lo relegaron al sexto puesto mundial, por detrás de, además de O'Sullivan, también John Higgins, Robertson, Mark Williams y Judd Trump.

### Temporada 2019-20
En la temporada 2019-20, alcanzó las semifinales del Campeonato Internacional, aunque perdió contra Judd Trump por cuatro a nueve. En su defensa del título del Campeonato de China, volvió a verse apeado en las semifinales, esta vez por Shaun Murphy (3-6). Derrotó a David Gilbert (9-1) en la final del Abierto de Inglaterra y se llevó el trofeo que llevaba el nombre de Steve Davis. A la semana siguiente, se vio superado (2-5) por Stuart Bingham en los octavos de final del Abierto Mundial. En el Campeón de Campeones, tampoco pudo con Mark Allen. En noviembre, en los cuartos de final del Abierto de Irlanda del Norte, se recompuso de un 1-4 en contra, empató a cuatro y luego terminó por perder ante John Higgins. Se tomó más de seis minutos para jugar un tiro en la séptima mesa del encuentro, lo que suscitó la crítica de Neal Foulds, que comentaba para Eurosport. En diciembre, ganó el Abierto de Escocia con un triunfo por nueve a seis ante Jack Lisowski en la final, lo que le hizo merecedor de una copa que llevaba el nombre de Stephen Hendry. Era el primer jugador que lograba ganar en una temporada más de una cita de la Home Nations Series.
A comienzos de 2020, cayó en la primera ronda del Masters ante Ali Carter y tampoco logró clasificarse para participar en el Masters de Alemania. En el Masters de Europa, perdió en segunda ronda frente a Barry Hawkins; habiéndole ganado su rival las cuatro primeras mesas, logró luego igualar el partido a cuatro, pero se le escapó en la mesa decisiva. Sí se clasificó para el World Grand Prix, en el que se vio superado por Xiao Guodong (3-4) en primera ronda, a pesar de que hiló dos centenas. En febrero, alcanzó los cuartos de final del Abierto de Gales, donde se midió con Ronnie O'Sullivan, que lo derrotó por uno a cinco. También logró una plaza para el Players Championship, que se guía por las ganancias acumuladas a lo largo del último año; en primera ronda, barrió a Mark Williams (6-0), pero luego cayó derrotado en la mesa decisiva los cuartos de final ante Stephen Maguire (5-6). En marzo, también participó en el Abierto de Gibraltar, pero Lyu Haotian lo superó en tercera ronda (1-4).
Tras un largo parón causado por la pandemia de COVID-19, participó en la Championship League, de la que se marchó tras la primera fase de grupos. Se clasificó para el Tour Championship como tercer cabeza de serie Derrotó a Yan Bingtao (9-6) en los cuartos de final, pero Mark Allen lo apeó en semifinales (2-9). En el Campeonato Mundial de Snooker, les ganó al debutante Jordan Brown en primera ronda (10-6), a Noppon Saengkham (13-12) en la segunda, y a Neil Robertson (13-7) en cuartos. Se vio las caras en semifinales con O'Sullivan, que tomó una ventaja de 5-3 al cabo de la primera sesión; Selby, sin embargo, ganó la segunda y se colocó con una ventaja de 9-7. En la tercera sesión, ahondó en la brecha hasta el 13-9, aunque O'Sullivan le arrebató las dos últimas mesas. Luego se colocó con un 16-14, a una sola mesa de la victoria y de su quinta final en el torneo, pero perdió las tres últimas. Tras el encuentro, le acusó a O'Sullivan de haberse mostrado «irrespetuoso» al tratar de escapar de varios snookers con tiros en los que se dejaba en manos de la fortuna. Cerró la temporada en el cuarto puesto del ranking.

### Temporada 2020-21
Tras un retraso en el comienzo de la nueva temporada, Selby levantó su decimoctavo trofeo de ranking en septiembre, en el Masters de Europa, con una victoria por nueve a ocho ante Martin Gould en la final. Aunque amasó una ventaja inicial de cuatro a cero, la primera sesión concluyó con tablas en el marcador (4-4). Los jugadores fueron parejos a lo largo de la segunda sesión, y Selby selló la victoria con una tacada de 72 puntos en la mesa decisiva. La victoria lo aupó hasta el sexto puesto, aunque empatado con Neil Robertson, de la lista de jugadores de snooker con más triunfos de ranking.
En octubre, participó en el Abierto de Inglaterra, en el que defendía el título conseguido en la edición anterior. Se impuso a Fan Zhengyi, Chang Bingyu, Liang Wenbo, Hossein Vafaei y Zhou Yuelong, pero cayó en semifinales ante Robertson (5-6). Pese a la derrota, mantuvo el primer puesto en la lista de ganancias a un año. También superó las dos primeras fases de grupos de la Championship League de ranking, celebrada entre septiembre y octubre. En la tercera, y aunque se impuso ante Judd Trump (3-0), perdió frente a Zhou Yuelong (1-3) y Zhao Xintong (0-3), lo que lo dejó como farolillo rojo del grupo.
En el Campeón de Campeones de noviembre, se repuso de un 0-4 y un 3-5 y ganó las tres últimas mesas para derrotar a Kyren Wilson (6-5) en la decisiva de cuartos de final, pero luego perdió, en otra decisiva, contra Robertson en semifinales. En diciembre, después de haber perdido una vez más en cuartos de final del Campeonato del Reino Unido ante Robertson, logró defender el título del Abierto de Escocia con triunfos frente a Yuan Sijun, Nigel Bond, Mark Joyce, Lyu Haotian, Ricky Walden, Jamie Jones y Ronnie O'Sullivan; era su decimonoveno título de ranking. A la semana siguiente, alcanzó las semifinales del World Grand Prix, pero cayó contra Jack Lisowski (4-6) en un encuentro en el que hiló la tacada más alta del torneo, un 143 en la séptima mesa.
Llegó en febrero a la final del Snooker Shoot Out, pero su ventaja de veinticuatro puntos se desvaneció cuando Ryan Day amasó una tacada de 67 en los últimos cuatro minutos del partido. Selby, que habría conseguido con esa victoria ganar doce finales de ranking consecutivas, expresó sus dudas sobre que este torneo gozase de esa condición. Del Abierto de Gales y el Players Championship salió derrotado en cuartos de final, mientras que en el Tour Championship perdió en semifinales contra Robertson; repitió así el resultado del año anterior en las tres citas.
En mayo se proclamó campeón del mundo por cuarta vez, con una victoria ante Shaun Murphy (18-15) en la final del Campeonato Mundial de Snooker, que se jugó en un Crucible Theatre repleto. Se unió así otros cuatro jugadores que habían conseguido ganar el título en al menos cuatro ocasiones, y dijo tras el duelo: «Nunca habría soñado ganarlo cuatro veces».

### Temporada 2021-22
En comparación con las dos temporadas anteriores, la 2021-22 fue de resultados pobres para Selby. El primer torneo en el que participó fue el Abierto Británica y cayó en segunda ronda, aunque regresó a la primera plaza del ranking mundial por primera vez desde marzo de 2019. De ahí en adelante, encadenó una serie de eliminaciones tempranas e incluso en las rondas clasificatorias y, además, se retiró de algunos torneos. Llegó a decir que el snooker le parecía «irrelevante» en el contexto de cómo la depresión le estaba afectando tanto en su vida personal como en su rendimiento deportivo. Aun y todo, llegó a las semifinales del World Grand Prix en diciembre; aunque igualó el partido a dos, acabó perdiendo por tres a seis ante Neil Robertson. En los cuartos de final del Campeón de Campeones, se midió con David Gilbert, y, si bien perdió, superó las setecientas centenas de su carrera, algo que hasta entonces solo habían logrado otros cinco jugadores. En el Masters, se deshizo en cuartos de Stephen Maguire por seis a tres, el mismo resultado con el que el escocés lo había eliminado en la edición anterior, aunque luego no pudo con Barry Hawkins (1-6).

### Temporada 2022-23
El rendimiento de Selby mejoró en la temporada 2022-23 con respecto a la anterior. Alcanzó los cuartos de final del Abierto Británico, el Abierto de Irlanda del Norte y el Abierto de Escocia, llegó hasta las semifinales del Campeón de Campeones y se hizo con el trofeo del Abierto de Inglaterra por segunda ocasión, en el que era su primer título de ranking desde que ganara el Campeonato Mundial de Snooker en 2021. En la semifinal, le ganó, además, a Neil Robertson por primera vez en dos años, después de siete derrotas consecutivas ante él, incluidas las del Abierto de Irlanda del Norte y el de Escocia de ese mismo año. Hacia el final de la temporada, se hizo también con el primer WST Classic, en cuya final se impuso a Pang Junxu (6-2). En el siguiente torneo, el Tour Championship, alcanzó las semifinales, pero perdió contra Shaun Murphy por nueve a diez después de haberse recompuesto de un seis a nueve desfavorable para forzar la mesa decisiva. En el Campeonato Mundial de Snooker de 2023, derrotó a Selt (10-8), Gary Wilson (13-7), Higgins (13-7) y Allen (17-15) para ganarse una plaza en la final, pero en el último partido se vio superado por Brecel (15-18).

## Estilo de juego

### Centenas y tacadas máximas
Selby ha hilado más de setecientas cincuenta centenas en competición profesional, y es, de hecho, el sexto jugador que más ha conseguido en toda la historia. Con cinco tacadas máximas, está empatado en el octavo puesto de jugadores que más atesoran.
| Núm. | Año  | Torneo                        | Rival          | Ronda              | Ref.    |
| ---- | ---- | ----------------------------- | -------------- | ------------------ | ------- |
| 1    | 2009 | Clásico de Jiangsu            | Joe Perry      | todos contra todos | [ 243 ] |
| 2    | 2013 | Campeonato del Reino Unido    | Ricky Walden   | semifinales        | [ 244 ] |
| 3    | 2018 | Campeón de Campeones          | Neil Robertson | octavos de final   | [ 245 ] |
| 4    | 2022 | Abierto Británico             | Jack Lisowski  | octavos de final   | [ 246 ] |
| 5    | 2023 | Campeonato Mundial de Snooker | Luca Brecel    | final              | [ 247 ] |

## Vida personal
Es fan del Leicester City Football Club, al que ha apoyado desde la infancia. Su victoria en el Campeonato Mundial de Snooker de 2014 se produjo el mismo día que el Leicester celebraba su ascenso a la Premier League. Además, su victoria en el Campeonato Mundial de 2016 se produjo el 2 de mayo de 2016, apenas trece minutos después de que el equipo sellara su primer título en la Premier League.
Selby está casado con Vikki Layton, exjugadora irlandesa de pool nacida en Ipswich, quien a menudo asiste a sus principales partidos. Anunciaron su compromiso en agosto de 2010 y se casaron en México el 24 de mayo de 2011. Su primera hija, Sofía María, nació el 11 de noviembre de 2014. La familia vive en South Wigston en Leicestershire.
Cabe destacar que desde el mes de noviembre de 2009 Mark Selby es patrón de LOROS Hospice, una organización benéfica que proporciona atención gratuita y de calidad a pacientes con enfermedades terminales, a sus familiares y cuidadores, y cada año cuidan a más de 2500 personas en Leicester, Leicestershire y Rutland. Selby ha declarado estar encantado de ser patrón de LOROS, como agradecimiento por la ayuda y el apoyo que su padre y su familia recibieron de esta organización.
Es Miembro de la Orden del Imperio Británico desde 2022 por los servicios prestados tanto en el snooker como a la beneficencia.

## Palmarés

### Torneos de ranking (23)
- Campeonato Mundial de Snooker: 2014, 2016, 2017 y 2021
- Campeonato del Reino Unido: 2012, 2016, 2024
- Abierto de Gales: 2008
- Masters de Shanghái: 2011
- Masters de Alemania: 2015
- Abierto de China: 2015, 2017, 2018
- Paul Hunter Classic: 2016
- Campeonato Internacional: 2016, 2017
- Campeonato de China: 2018
- Abierto de Inglaterra: 2019, 2022
- Abierto de Escocia: 2019, 2020
- Abierto de Europa: 2020
- WST Classic: 2023

### Torneos de ranking menor (7)
- Players Tour Championship (Evento 2) - 2010
- Paul Hunter Classic - 2011, 2012
- FFB Open - 2013
- Abierto de Amberes - 2013
- Masters de Riga - 2014
- Gdynia Open - 2016

### Torneos no de ranking (8)
- Masters - 2008, 2010, 2013
- Warsaw Snooker Tour - 2007
- Clásico de Wuxi - 2011
- HK Spring Trophy - 2012
- Abierto de Haining - 2017, 2018

### Torneos varios (1)
- Campeonato Mundial de Snooker de Seis Rojas - 2010

### Torneos de billar (1)
- WEPF World Eight-ball championship - 2006